# Idioma serrano
El Idioma serrano es una lengua indígena de la rama tákica de las lenguas utoaztecas, hablada en el sur de California por la etnia serrano. Este idioma está cercanamente emparentado con el idioma tongva y el idioma kitanemuk.
Actualmente la lengua está extinta o prácticamente, aunque existen intentos de revivirla en dos de las reservas indias donde viven los modernos serranos. En 1994 se registró un hablante, aunque este punto necesita ser verificado.

## Descripción lingüística

### Morfología
El serrano como las otras lenguas tákicas es una lengua aglutinante, en que las palabras pueden llegar a estar formadas un gran cantidad de sufijos.

### Enlaces exteriores
- Ethnologue report
- The Limu Project active language revitalization
- Dorothy Ramón Learning Center, Banning, California
- San Manuel Band of Mission Indians
- Morongo Band of Mission Indians
- Serrano language overview at the Survey of California and Other Indian Languages

- Datos: Q3479942